# 心張り棒
心張り棒（しんばりぼう）とは、戸や窓が開かないように押さえておく「つっかい棒」のことである。

## 概要
江戸時代などの民家では、簡単な鍵として引き戸などによく使われており、「用心棒」とも呼ばれるがこの道具から派生して護身用の棒（棍棒）を意味するようになり、○○坊のように護衛する人も用心棒と呼ばれるようになった。

## 使い方
棒の一端を戸板の側面に、もう一端を柱や壁などの固定されたものに当てて、引き戸を横に滑らす動きを制限する。
一般的には、戸の動く距離よりも長い棒を用いて、筋交状に斜めにかかるように設置する。
戸を閉じた状態で固定し、外部からの侵入者や害獣の立ち入りを制限する為の物だが、戸板そのものの取り外しや破壊を防ぐような効果はない。
建物の出入口に置かれていて手に取りやすく、手頃な長さの棒であることから、時代劇小説では路上の暴力沙汰などに際して町民が警棒がわりに掴んで飛び出してくるといった描写もある。

## 突っ張り棒
突っ張り棒（つっぱりぼう）は心張り棒と同じく、対面した天井と床、もしくは壁同士に面して、伸縮機構により固定が可能な棒を指す。
地震などを想定して、設置物が反復的な揺れの増幅により積載物が流出したり転倒しないように、間に挟んで固定することで揺れが増幅しないようにすることが目的が主要。
また、簡易的なDIYとしていくつかの突っ張り棒と、板やフックなどを使用することで、家屋内での積載面積を増やす使い方も存在する。